# Gigantione moebii
Gigantione moebii is een pissebed uit de familie Bopyridae. De wetenschappelijke naam van de soort is voor het eerst geldig gepubliceerd in 1881 door Kossmann.